# Walter A
Walter A (typové číslo M-100) byl vzduchem chlazený dvouválcový, dvoudobý řadový invertní letecký motor. Vznikl v roce 1946 po II. světové válce v pražské firmě Akciová společnost Walter, továrna na automobily a letecké motory, Praha XVII - Jinonice, tehdy v národní správě, avšak jeho vývoj se uskutečnil již tajně za války. Motor navrhl ing. Bohuslav Šimůnek, který v jinonické továrně pracoval od roku 1938. Motor byl určen pro motorizované kluzáky.

## Vznik a vývoj
Tento motor neměl mezi invertními motory z jinonické továrny předchůdce ani následovníky. Použitím mu byl nejblíže plochý dvouválec Walter Atom, krátce vyráběný po roce 1935 (o vrtání 85 a zdvihu 96 mm) a o 60 let později vyvinutý dvoudobý dvouválec Walter M-202 o vrtání 82 mm a zdvihu 64 mm.
Nedoznal příliš velkého rozšíření, oficiální údaje o počtu vyrobených motorů tento typ neuvádějí. Málo výkonné motory této koncepce trpěly především poměrně značnými vibracemi a nespolehlivostí chodu.
Motor Walter A byl světové veřejnosti představen na prvním poválečném aerosalonu v Paříži na podzim roku 1946. Ing. Šimůnek prezentovat československý motorářský průmysl hned čtyřmi typy nových motorů: Walter A, Walter Mikron III, Walter Minor 4-III a Walter Minor 6-III. Dále byl v roce 1947 vystavován na veletrhu v Poznani a na letecké výstavě v Bruselu, ale žádná pozitivní reakce v podobě objednávek nenastala.

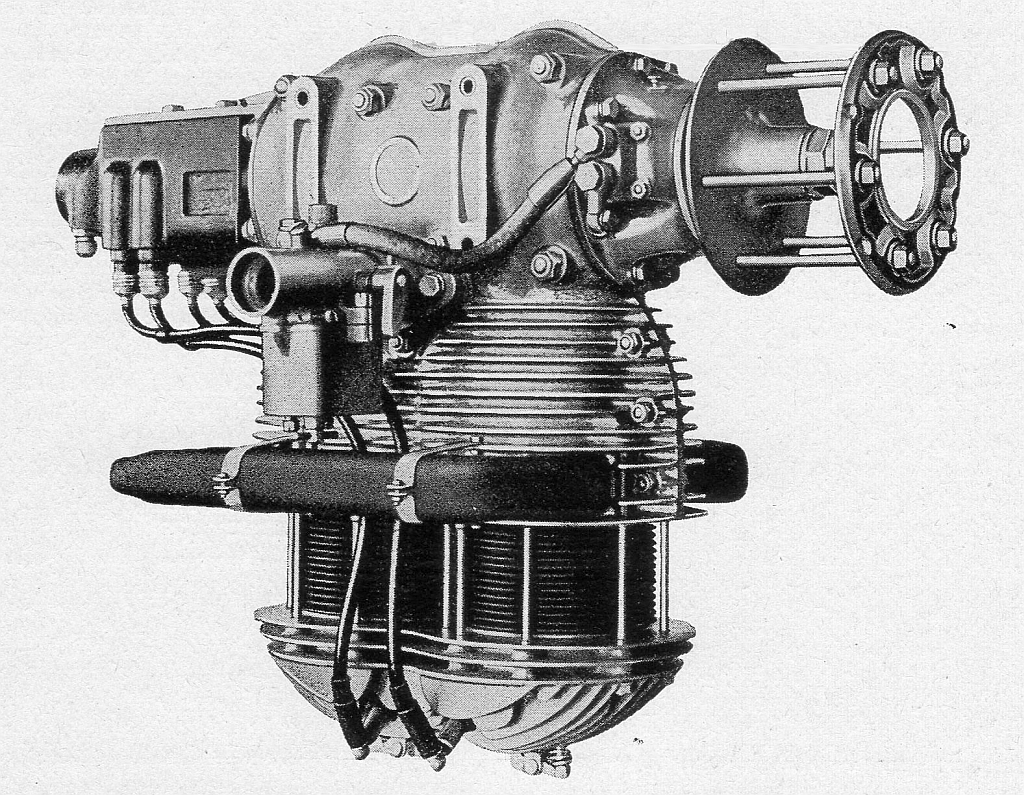
Walter A, pomocný motor pro větroně

## Popis motoru
Motor byl invertní, dvoudobý dvouválec s přímým náhonem na vrtuli o nominální výkonnosti 22 koní při 2500 ot/min.
Kliková skříň byla odlita z hliníkové slitiny, válce odstředivě lité ze speciální slitiny. Hlava válců ze slitiny hliníku byla snímatelná a byla vybavena dekompresními ventily. Klikový hřídel byl třídílný, vykovaný z chrom-vanadiové oceli. Ojnice byly z výkovků, písty z lehké hliníkové slitiny.
O dokonalé chlazení zadního válce bylo postaráno vhodně vedenými přepouštěcími kanály v místech obvykle choulostivých na přehřívání. Hmotnost motoru s příslušenstvím činila necelých 24 kg. Přes jednoduchost provedení měl motor dvojité zapalování, palivovou pumpu (na přání) a náhon na otáčkoměr (pohon otáčkoměru 2:1). Roztočení za letu bylo usnadněno velikými dekompresními ventily v hlavě obou válců a přepínáním magnet.

## Použití
Motor byl určen pro pohon motorizovaných větronů a velmi lehkých letadel. Byl v 50. letech 20. století vypracován projekt větroně s pomocným motorkem a ačkoliv byly nejlepší předpoklady pro jeho postavení, dostala se celá záležitost na nesprávnou cestu. Řešila se nejdříve otázka, zda pro řízení této kategorie větroňů s pomocným motorem by se vyžadoval diplom sportovního pilota, nebo zda budou stačit zkoušky pilota-plachtaře. A snad proto, že rozhodnutí nebylo jednoduché, ustrnul vývoj pro zamítavé úřední stanovisko.
I z těchto důvodů se velmi dlouho nedařilo pro tento motor nalézt uplatnění a v podstatě zůstal zapomenut. Teprve v polovině 60. let se objevil na motorizovaném větroni L-13 Blaník (výr. č. 03). V roce 1964 byl prototyp větroně motorizován kolektivem pod vedením Ing. Vladimíra Frynty za použití motoru Walter A (s udávaným výkonem 18,4 kW). Větroň snadno startoval i z travnatého letiště, byl schopen i akrobatických obratů.
Verze s motorem Walter A byla označena jako XL-13M (OK-6202) a vznikla v roce 1964. Základní rozměry větroně zůstaly zachovány (rozpětí 16,2 m, délka 8,4 m a nosná plocha křídla 19,15 m2). Motor s vrtulí byl nesen na trubkovém kozlíku nad křídlem v místě centroplánu. Při provozu došlo k poškození kabiny točící se vrtulí, takže později byla její zadní část zaplechovaná. Léta byl úspěšně provozován v aeroklubu Letňany. Po sejmutí motoru létal prototyp jako jednomístný a posléze skončil v AK Podhořany, kde byl plachtaři nazýván familiárně „Velouš“.
Koncem 70. let byl motor z tohoto větroně sejmut a použit k pohonu experimentálního letounu ing. Jana Šimůnka, synovce ing. Bohuslava Šimůnka, ŠP-1 Špunt (OK-004), což bylo první ultralehké letadlo zkonstruované v Československu dle předpisů pro tuto kategorii. Letounek o prázdné hmotnosti 149,5 kg poprvé vzlétl 3. března 1984 pilotován Ing. Kobrlem a letové zkoušky ŠP-1 proběhly ve VZLÚ. Později však byl motor Walter A pro nedostačující výkon opět sejmut a nahrazen motorem Trabant 601.

## Specifikace
Údaje dle

### Technické údaje
- Typ: vzduchem chlazený pístový dvouválcový invertní řadový, dvoudobý letecký motor
- Zdvihový objem: 996 cm3
- Vrtání: 86 mm
- Zdvih: 86 mm
- Hmotnost: 23,6 kg
- Délka s vrtulovou hlavou: 575 mm
- Šířka s výfukovými trubkami: 300 mm
- Výška: 406 mm

### Součásti
- Palivová soustava: karburátor OBA 30.1 a na přání s palivovým čerpadlem
- Palivo: směs benzínu (min. 72 oktanů) s minerálním olejem 20:1
- Zapalování: 2x magneto Per-Avia HB 2D-2
- Mazací soustava: suchá kliková skříň
- Chladicí soustava: chlazení vzduchem
- Kompresní poměr: 6:1
- Vrtulová hlava: pro dřevěnou vrtuli s pevnými listy

### Výkony
- maximální výkon: 18,7 kW/25 k
- jmenovitý, nominální výkon: 16 kW/22 k při 2500 ot/min
- cestovní výkon: 12 kW/16 k při 2200 ot/min
- spotřeba při cestovním režimu: 476 g·h−1·kW−1, 350 g·h−1·k−1
- Poměr výkon/hmotnost: 0,68 kW/kg, 0,93 k/kg
- Specifická hmotnost: 1,48 kg/kW, 1,07 kg/k
- Specifická výkonnost: 16,2 kW/l, 22 ks/l